# FairPlay
FairPlay — DRM технология, разработанная компанией Apple, основанная на разработке компании Veridisc. FairPlay включена в мультимедийное программное обеспечение QuickTime, и используется в iPhone, iPod, iPad, Apple TV, iTunes, iTunes Store и App Store. Раньше все песни из iTunes Store были защищены этой технологией.
Так же этой технологией защищаются приложения, книги, фильмы и другой контент.